# Бобровники (Остшешовський повіт)
Бобровники (пол. Bobrowniki) — село в Польщі, у гміні Ґрабув-над-Просною Остшешовського повіту Великопольського воєводства.
Населення — 434 особи (2011).
У 1975-1998 роках село належало до Каліського воєводства.

## Демографія
Демографічна структура станом на 31 березня 2011 року:
|          | Загалом | Допрацездатний вік | Працездатний вік | Постпрацездатний вік |
| -------- | ------- | ------------------ | ---------------- | -------------------- |
| Чоловіки | 209     | 49                 | 138              | 22                   |
| Жінки    | 225     | 57                 | 123              | 45                   |
| Разом    | 434     | 106                | 261              | 67                   |